# Cytaea albichelis
Cytaea albichelis är en spindelart som beskrevs av Embrik Strand 1911. Cytaea albichelis ingår i släktet Cytaea och familjen hoppspindlar. Inga underarter finns listade i Catalogue of Life.